# Паралимни (озеро, Кипр)
Паралимни (греч. Λίμνη Παραλιμνίου) — пересыхающее солоноватое озеро в юго-восточной части острова Кипр. Представляет собой естественную депрессию, расположенную на широкой плоской возвышенности. Озеро наполняется зимой и пересыхает летом. Летом остаются небольшие водоёмы в юго-западной части. Большая часть озера находится на территории общины Паралимни, а небольшая часть на юго-западе — в пределах границ общины Сотира (Сотера). Дно озера составляют бентонитовые глины, покрытые тонким слоем недавних озерных отложений, состоящих из рыхлой песчаной глины и ила. Растут Hordeum marinum (Ячмень приморский), солерос европейский, Halopeplis amplexicaulis, Parapholis incurva, скрытница колючая, торичник морской (Spergularia marina), Mesembryanthemum nodiflorum и Cressa cretica. Вокруг озера растёт гребенщик четырёхстолбиковый (Tamarix tetragyna). По краю озера растёт тростник обыкновенный и арундо тростниковый. На лугах преобладает ситник шиловидный (Juncus subulatus), а также Arthrocnemum macrostachyum, сведа настоящая (Suaeda vera), Cressa cretica и скрытница Факторовского (Crypsis factorovskyi Eig, 1927). Из синантропных видов на разрушенных участках в восточной части растут ежовник обыкновенный, кониза чешуйчатая (Aster squamatus), свинорой пальчатый и дурнишник обыкновенный. В небольших водоемах образуется водная растительность, растут руппия морская и дзанникеллия болотная.
Водно-болотное угодье находится под постоянным государственным контролем и входит в сеть «Натура 2000». Площадь защищённого участка 272,56 гектаров. Второе по величине после солёного озера Ларнака. Место обитание галофилов. Важное место обитания кипрского эндемика, редкого подвида обыкновенного ужа — Natrix natrix cypriaca Hecht, 1930. Также здесь обитает малый подковонос. Растут скрытница колючая и скрытница Факторовского — редкие виды, которые были включены в Красную книгу флоры Кипра как уязвимые. Также здесь растёт эндемик татарник кипрский (Onopordum cyprium Eig). Является самым важным местом размножения на Кипре редкого шпорцевого чибиса. В небольшом количестве на озере размножается морской зуёк и ходулочник. Солоноватое озеро также является областью миграции для 77 видов. Около 23 из этих мигрирующих видов распространены на этом участке, среди них малая белая цапля, турухтан, малый погоныш и красноклювая овсянка. Этот участок также является местом зимовки 23 мигрирующих видов, в том числе красный фламинго. Остальная часть фауны позвоночных животных участка включает 23 эндемичных и охраняемых вида (6 млекопитающих, 13 рептилий, 3 земноводных и 1 птица).
Дорога в районе Сотира в нескольких метрах от озера является местом незаконного выброса мусора. Также озеро незаконно осушается.